# 議員力検定
議員力検定（ぎいんりょくけんてい）とは、有限責任事業組合議員力検定協会が主催する日本の民間資格の検定試験。

## 議員力検定とは
議員力検定とは、民主主義の基本である議会政治をはじめとして、市民に対して広く政治の構造を検定を通じて学んでいくことを普及啓蒙すべくはじまった民間資格の検定試験であり、議員級として1級から3級、一般人向けの一般級として1級から3級、ジュニア級と概ね3つの区分があり、日本全国8カ所で開催される筆記試験及びWeb試験により実施される。合格者には、合格証書が交付されるとともに、申請に応じてブログやホームページに合格マークを貼付することができる。